# Lancha poveira

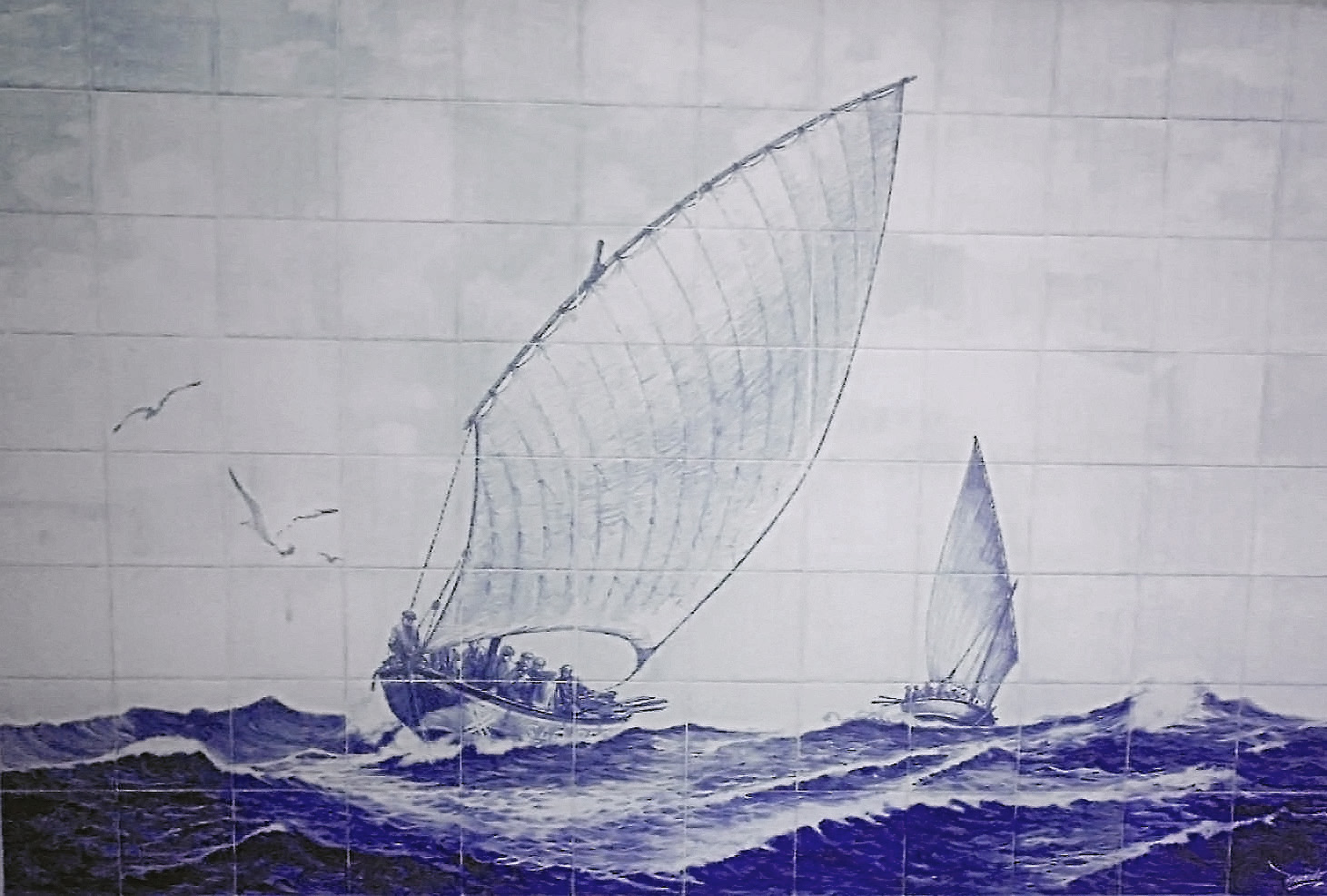
Lancha Poveira.

La Lancha Poveira es una embarcación típica de la localidad portuguesa de Póvoa de Varzim, que deriva del drakkar vikingo.
La lancha poveira, en otros tiempos familiar en las playas de Póvoa y que llegó hasta a usarse a comienzos del siglo XX en Río de Janeiro, desapareció prácticamente en la década de 1950, quedando sólo una embarcación con propósitos culturales. La Cámara Municipal pretende construir una nueva embarcación con propósitos turísticos y culturales.
La lancha poveira tenía siempre las siglas poveiras de su dueño que servían tanto de identificación como de protección mágico-religiosa en el mar.
La expresión Ala-Arriba! está asociada al arrastre de las lanchas del mar hacia la playa.
- Datos: Q9020187